# Kolbay Mátyás
Kolbay Mátyás (latinul Mathia Kolbay, szlovákul Matej Kolbai Almás, 1795. február 2. – 1849 után) bölcseleti, jogi doktor és jogtanár, a pesti egyetem jogtudományi karának tagja. A statisztika és bányajog tanára a Kassai Királyi Jogakadémián, majd a Pozsonyi Királyi Jogakadémián.

## Élete
1795-ban született Szepes vármegyében Almáson. 1827-től a statisztika és bányajog tanára a Kassai Királyi Jogakadémián, majd 1843-ban áthelyezték a Pozsonyi Királyi Jogakadémiára, ahol történelmet és statisztikát oktatott. 1848. június 10-én nyugdíjazták, de 1849. november 2-án, mint rendes tanárt reaktiválták, a természeti és a bányászati jogtudományok előadására kapott megbízást.
A statisztikai elmélet kialakítására törekedett. Kassán 1830-ban adták ki "Theoria Statisticae" című tankönyvét. A könyv korának szakirodalmi összefoglalása, melyben a magyarországi és a német-osztrák egyetemi statisztikai elméleteket foglalta össze. Hét módszert (osztályozó, etnográfiai, összehasonlító, pragmatikus, táblázatos, leíró, analitikus) mutatott be, melyek akkoriban a statisztika elfogadott megközelítésének minősültek.

## Művei
- Assertiones ex universa jurisprudentia et scientiis politicis. Pestini, 1822.
- Theoria statisticae tamquam scientiae. Cassoviae, 1830.